# Grad (Brus)
Grad (en serbio cirílico : Град) es un pueblo de Serbia, situado en el municipio de Brus, en el distrito de Rasina. En el censo de 2011 contaba con 77 habitantes.

## Demografía
| 1948 | 1953 | 1961 | 1971 | 1981 | 1991 | 2002 | 2011 |
| ---- | ---- | ---- | ---- | ---- | ---- | ---- | ---- |
| 156  | 168  | 148  | 149  | 133  | 97   | 97   | 77   |